# Rocket

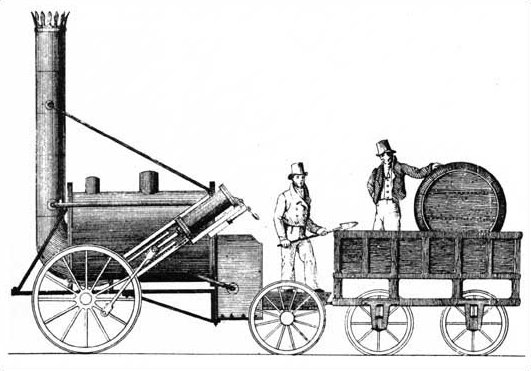
Egy kortárs rajza a Rocketről

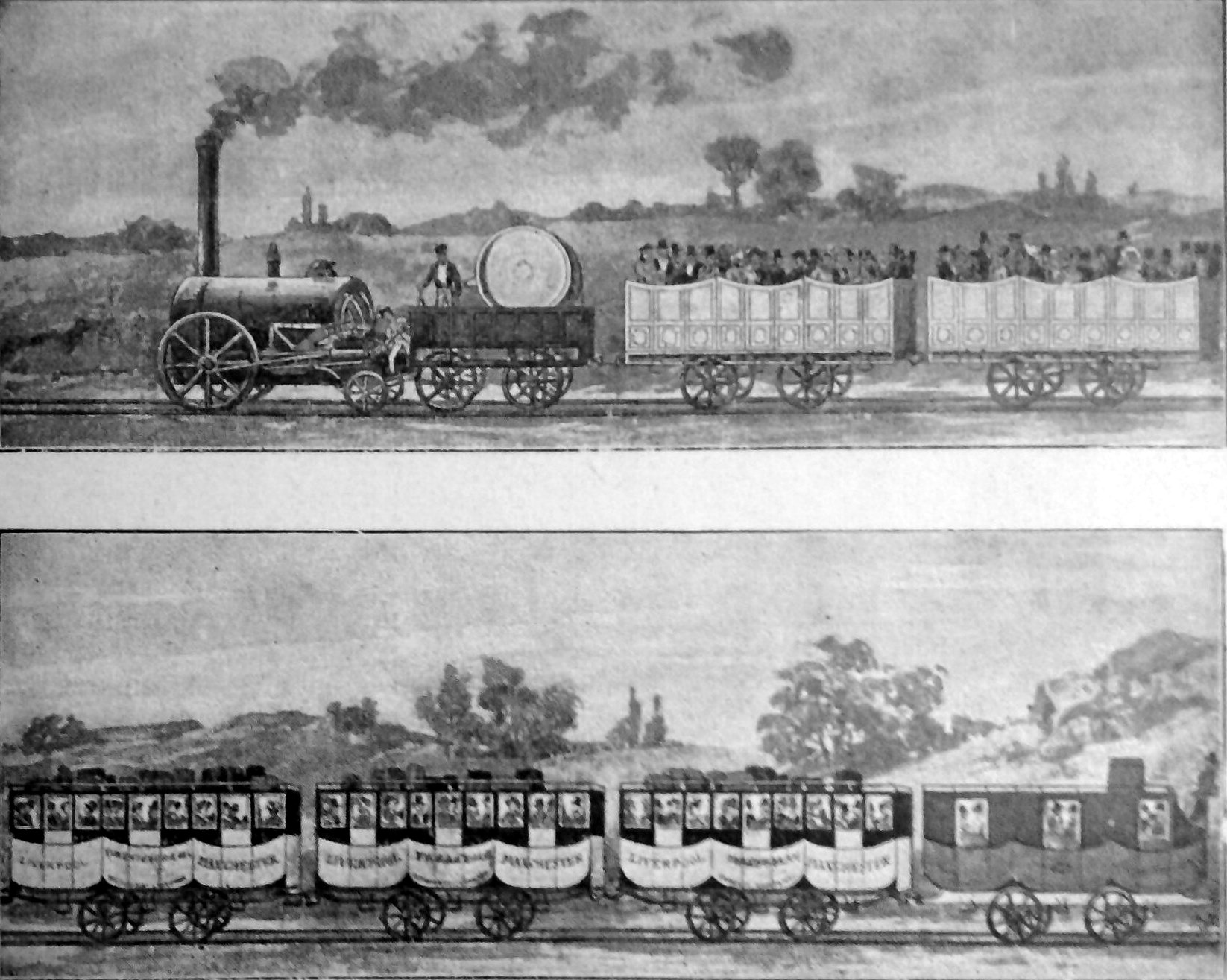
Az első személyvonat Európában, 1830, LMR

A Rocket mozdonyt George Stephenson, és fia, Robert Stephenson 1829-ben készítette a Lancashire-ben rendezendő Rainhilli mozdonypróba számára. A verseny célja az volt, hogy kiválasszák a Liverpool and Manchester Railway (LMR) számára a legmegfelelőbb mozdonytípust. Mivel a gép a próbát kifogástalanul teljesítette, a zsűri úgy vélte, hogy ez lesz az a lokomotív, amely képes lesz nagy távolságon is megbízhatóan közlekedni, így Stephensonéknak ítélték a győztesnek járó 500 fontos díjat. Később, az LMR vonalának 1830-ban történő megnyitásakor a bírálók döntése értelmében ez a mozdony húzta az első vonatot, így lett a Rocket a világ legelső, nagy sikerű személyszállító vonatának mozdonya. A Rocket a többi, Nagy-Britanniában üzemelő, ormótlan, lassú járású mozdonyhoz képest sokkal fejlettebb volt. Az alkalmazott újszerű megoldások és elvek többségét az 1830 után készült gőzmozdonyok tervezésénél figyelembe vették és fel is használták.
Az addig soha nem látott sebességet a tűzszekrény két oldalán elhelyezett ferde gőzhengerek tették lehetővé, amelyek rövid hajtórúddal csatlakoztak a hajtott tengelyhez. Ezáltal nagyobb hajtóerőt lehetett a kerekekre kifejteni, mint a korábbi himbás hajtásrendszerű mozdonyokon. További lényeges újítás volt a sokcsövű kazán és a léghuzatos kéménycső, amelyek eredményesebbé tették a gőztermelést.
Az eredeti járművet 1840-ben kivonták a forgalomból, és ekkor több módosítást hajtottak rajta végre, többek közt a ferde gőzhengert közel vízszintessé alakították át.